# Tuc de Pan
El Tuc de Pan és una muntanya de 1.725 metres que es troba entre els municipis de Canejan, a la comarca de la Vall d'Aran i França.